# Advent
För andra betydelser, se Advent (olika betydelser).
Advent (från latinets adventus (Domini), som betyder (Herrens) ankomst) är den inledande perioden i det kristna kyrkoåret.
Adventstiden är en förberedelseperiod inför julen. Den räknas som fastetid, varför adventstidens liturgiska färg violett eller blå.

## Historia
Adventsfirandet har sina historiska rötter i julfastan, en fasteperiod som speglade påskfastan och i likhet med denna var 40 dagar lång och därmed omfattade sex söndagar. Denna spegling av påskfastan lever kvar i att Jesu intåg i Jerusalem utgör predikounderlag såväl den första söndagen i advent som på Palmsöndagen. Sedan slutet av 400-talet är advent en förberedelse för jul. Traditionellt i den lutherska och romersk-katolska kyrkan är advent alltså en tid av fasta, förberedelse och väntan inför firandet av Jesu födelse vid jul. Under 1000-talet fick julfastan benämningen "advent" och tiden sattes till fyra veckor.
Det är inte känt när den period av förberedelser inför julen som nu kallas advent började – den existerade förvisso från omkring 480 – och nyheten som introducerades av konsiliet av Tours 567 för att munkarna skulle fasta varje dag i månaden december till jul. 

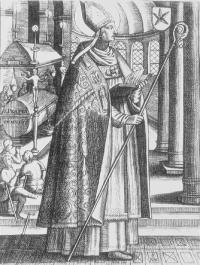
Bild av Sankt Perpetuus.

Det är "omöjligt att med tillförsikt göra anspråk på en trovärdig förklaring av uppkomsten advent".
Advent var en tid av ånger och därmed en period av fasta. Den var även känd som födelsefastan eller fastan i december.
Enligt Gregorius av Tours började firandet av advent på 400-talet när biskopen Perpetuus bestämde att man från och med Sankt Martins dag den 11 november fram till jul fastar tre gånger i veckan; det är därför som advent ibland också kallades "Mårtensafton". Denna praxis förblev begränsad till Tours stift fram till 500-talet.
Men rådet i Macon, som hölls 581, antog praxis i Tours och snart iakttog hela Frankrike tre dagars fasta i veckan från Mårtensafton fram till jul. De mest hängivna tillbedjarna i vissa länder överträffade de krav som antagits av rådet i Macon och fastade varje dag i advent. Gregorius den stores predikningar i slutet av 500-talet hölls fyra veckor fram till den liturgiska adventstiden, men utan iakttagande av en fasta.  Men under Karl den store på 800-talet hävdar skrifter att fastan fortfarande allmänt iakttogs.
På 1200-talet var adventsfastan inte vanligt förekommande, även om fasta, enligt Durand av Mende, fortfarande allmänt iakttogs. Som citerats i helgonförklaringen av Sankt Louis, var den iver med vilken han iakttog denna fasta inte längre en sed som iakttogs av kristna med stor fromhet. Den var då begränsad till perioden från Sankt Andreas fest till juldagen, eftersom denna apostels högtid var mer universell än Sankt Martins. När påve Urban V besteg det påvestolen 1362 tvingade han människorna i sitt hov till avhållsamhet, men det var inte fråga om fasta. Det var då brukligt i Rom att hålla fem adventsveckor före jul. Detta diskuteras särskilt i Sankt Gregorius sakrament. Grekerna visade ingen mer konsekvens; advent var en valfri fasta som vissa började den 15 november, medan andra började den 6 december eller bara några dagar före jul.
Adventsliturgin förblev oförändrad tills Andra Vatikankonciliet införde mindre förändringar, som skiljer fastans anda från adventsandan, och betonar advent som en tid av hopp om Kristi ankomst som ett löfte om hans andra ankomst.

### Historia i Sverige
När Sverige på 1500-talet hade blivit protestantiskt försvann fastan. Ett minne från julfastan är lutfisk. Av tradition påbörjades lutningen på Annadagen den 9 december för att fisken skall hinna bli klar till jul. Under advent skulle man förr vara lugn och stilla. Bullriga arbeten skulle undvikas. Bröllop, som kunde vara livliga tillställningar, var förbjudna.

## Adventstiden

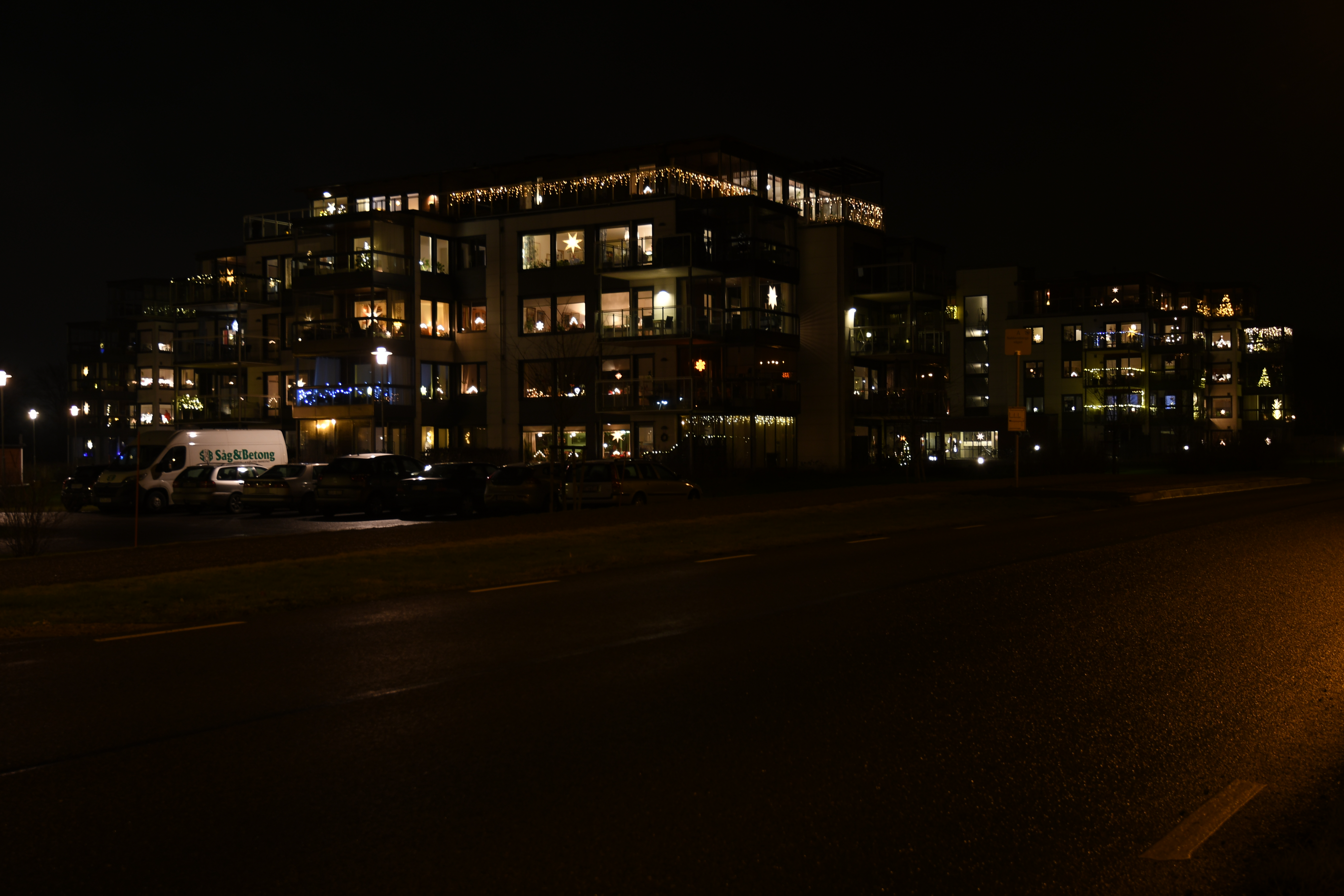
Adventsljus i lägenhetshus i Vänersborg.

Advent inleds fjärde söndagen före jul och varar till och med julafton. De fyra söndagarna fram till jul benämns vardagligt första, andra, tredje och fjärde advent, eller mer korrekt första, andra, tredje och fjärde söndagen i advent. När juldagen infaller på en söndag, blir adventstiden som längst medan den blir som kortast de år juldagen infaller en måndag. Tiden fram till jul räknas ned på olika sätt beroende på tradition. På norra halvklotet är det årets mörkaste tid och många tänder levande ljus och elektriska ljus. I norra Europa är det vanligt med adventsljusstake och adventsstjärna, traditioner som spridits från Tyskland. Den elektriska adventsljusstaken som ofta har sju ljus härstammar däremot från Sverige och kallades ursprungligen julottestake.

## Adventskalender
En adventskalender, även kallad julkalender, är en särskilt utformad kalender som räknar dagarna till jul, antingen från första advent eller 1 december.
Julkalenderns historia började i mitten av 1880-talet när en tysk mamma ville göra tiden fram till jul lite lättare för sin fyraårige son Gerhard. Hon gjorde i ordning en bit färgglad kartong med tjugofyra kakor på. Pojken fick sedan äta en kaka om dagen fram till jul.
Många år senare blev Gerhard Lang delägare i ett tryckeri. Han mindes sin barndoms kak-kalender, vilket inspirerade honom till att vid 1900-talets början ge ut den första tryckta julkalendern i form av en julkalender.
I Sverige började adventskalendrar ges ut 1934. De illustrerades av Aina Stenberg MasOlle, en känd sagoboksillustratör.  Hon fortsatte att illustrera adventskalendrar ända till 1964.
I Finland började adventskalendrar säljas på 1930-talet efter att de importerats från Tyskland. Den första inhemska julkalendern, Lasten adventtikalenteri – Barnens adventskalender, gavs ut 1947 på initiativ av Tessi Fazer, ordförande för Finlands Svenska Flickscoutförbund.
Den första julkalendern i svenska massmedia sändes 1956 av Sveriges Radio 1956 och hade i tablån namnet Adventskalendern. Programmet handlade om barn som sjöng julvisor och pratade om julförberedelser. Barnen öppnade en lucka i en adventskalender. Snart gavs en särskild kalender ut som kopplades till radions kalender. 1960 sände SVT Titteliture. Han öppnade luckorna i svartvit sändning. Året därpå sändes adventskalendern 1969 sändes en julkalender i färg och 1971 fick den namnet Julkalendern. Den allra populäraste adventskalendern i TV är Teskedsgumman, som sändes 1967 och som hade som två miljoner vuxna och en halv miljon barn som tittare. Sedan starten har TV-kalendern dagligen haft åtminstone en miljon tittare.

## Adventsstjärnor

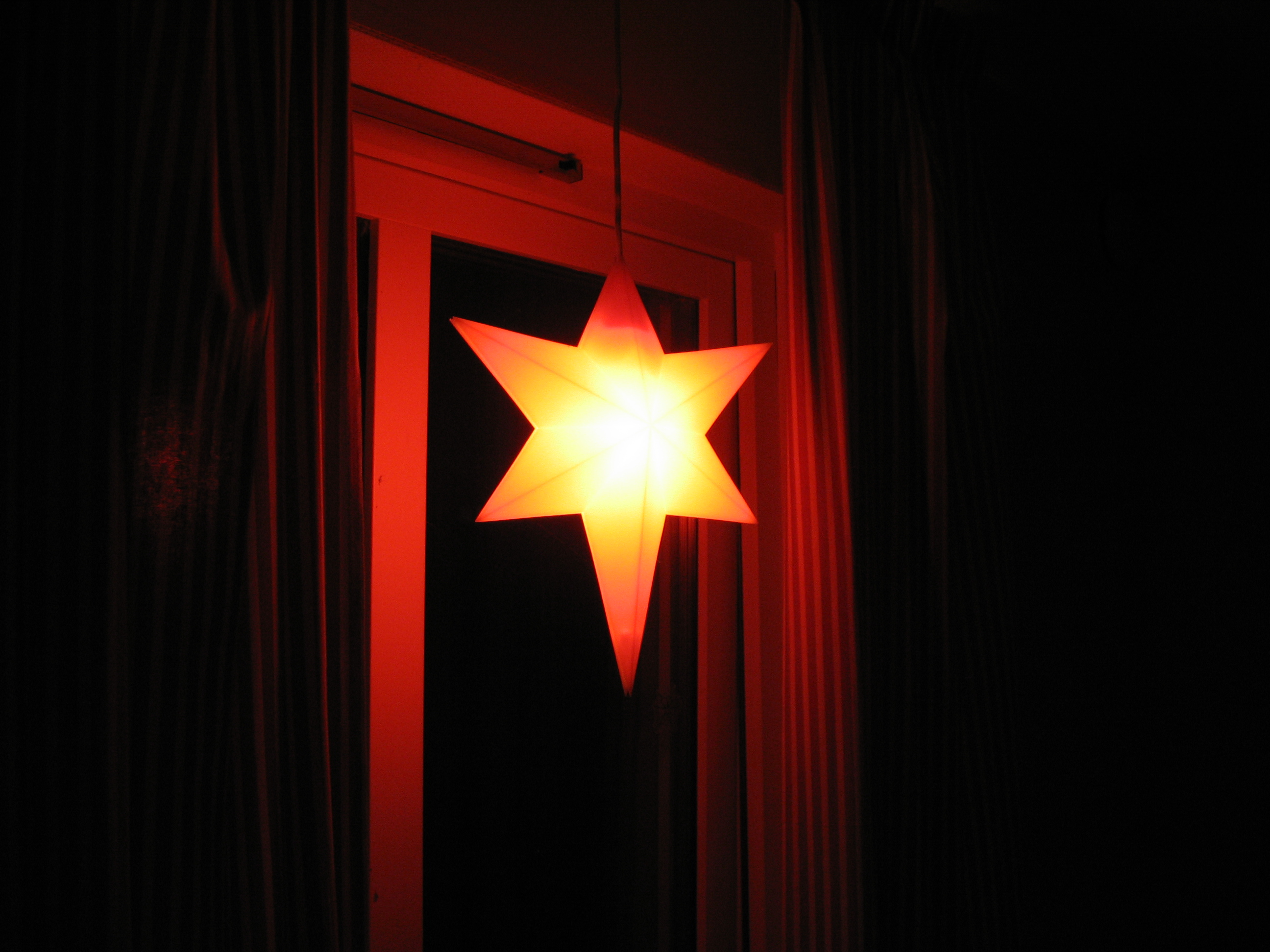
Lysande adventsstjärna som hänger vid ett fönster.

Adventsstjärnor lyser ofta i fönster under adventsperioden i december. Någon gång under 1880-talet hängdes den första adventsstjärnan upp i Tyskland. Det tog cirka 50 år för traditionen att nå Sverige. Adventsstjärnor finns i olika modeller och de flesta är elektriskt upplysta.
De första moraviska, eller herrnhutiska stjärnorna, var klotformiga med taggar åt alla håll. Den moraviska stjärnan är mer känd som Herrnhutstjärna (Herrnhuter Stern) i Sverige. Julia Aurelius var den som tog Herrnhutstjärnan till Sverige. Hon hade rötterna i Herrnhut och efter sitt bröllop 1912 bosatte sig Julia och Sven Erik Aurelius i Lund och en herrnhutisk stjärna hängdes upp i hemmet och fler familjer började hänga upp denna typ av stjärnor. Ordet adventsstjärna användes första gången i Sverige 1923 och några år senare kom försäljningen igång.
Stjärnan symboliserar Betlehemsstjärnan, den stjärna som visade vägen för de österländska stjärntydarna (de tre vise männen) till det nyfödda barnet Jesus, i ett stalls krubba. I dag används stjärnorna för att sprida julstämning och längtan till julen.

## Adventskrans

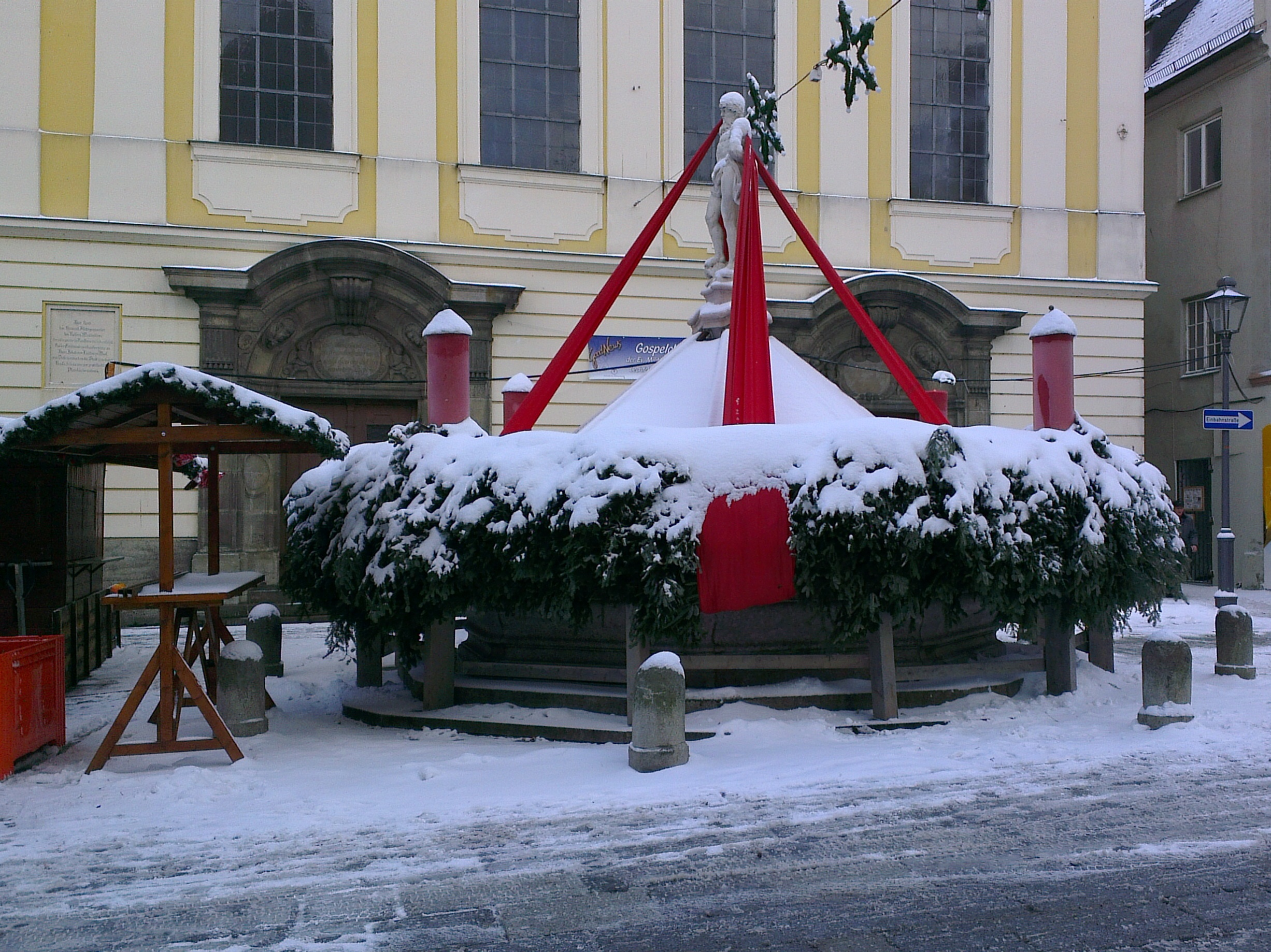
En stor adventskrans i Kaufbeuren, Bayern, Tyskland.

En adventskrans är en granriskrans med fyra eller ibland fem färgade ljus i som förekommer i bland annat hem och kyrkor kring adventsveckorna. Den fungerar i grunden som en adventsljusstake där ett ljus tänds varje söndag i advent fram till jul. En adventskrans kan ställas på ett bord eller hängas upp i taket. Det är en luthersk sedvänja som fått spridning via kristna samfund. Ibland sjunger man en psalm eller högtidssång i samband med att ett adventsljus tänds.
Föregångaren till adventskransen var ett gammalt vagnshjul med fyra ljus som hissades upp i taket under 1500-talet.
Ursprunget till den moderna adventskransen med sina ljus kom från ett initiativ år 1839 av Johann Hinrich Wichern, en protestantisk präst i Tyskland och en pionjär inom stadsmissionsarbete bland de fattiga. Med tanke på otåligheten hos barnen som han undervisade när de väntade på jul, gjorde han en ring av trä, med små röda ljus och fyra stora vita ljus. Varje morgon från första söndagen i advent till julafton tändes ett litet ljus och varje söndag ett stort ljus. Antalet röda ljus kunde därför variera i antal beroende på vilken veckodag julafton inföll. Traditionen har behållit endast de stora ljusen.
Från år 1860 är kranskronan gjord av grangrenar knutna med ett rött band och dekorerad med kottar, järnek, lager och ibland mistel. Det är också en gammal symbol som betecknar flera saker: för det första symboliserar kronan seger, förutom att dess runda form gör att solen återvänder varje år. Siffran fyra representerar de fyra söndagarna i advent, och de gröna kvistarna är ett tecken på liv och hopp. Granen är en symbol för styrka och lager en symbol för seger över synd och lidande. De två sistnämnda, med järnek, förlorar inte sina löv, och representerar därmed Guds evighet. Lågorna av ljus är representationen av julljuset som närmar sig och ger hopp och frid, samt symbolen för kampen mot mörkret. För kristna är denna krona också symbolen för Kristus Konungen, järneken som påminner om törnekronan som vilar på Kristi huvud.
De vita ljusen skulle symbolisera oskuld och de röda skulle symbolisera kärlek. Det orsakade dock konflikter inom vissa kyrkliga kretsar eftersom violett ansågs vara den liturgiska färgen. Den moderna adventskransen har vanligtvis tre violetta eller lila och ett rosa ljus. Det rosa ljuset tänds den tredje söndagen i advent, kallad Gaudetesöndag efter inledningsordet, Gaudete, som betyder "Gläd dig", av ingångsantifonen vid mässan. Vissa lägger till ett femte ljus (vitt), känt som Kristusljuset, i mitten av kransen, för att tändas på julafton eller juldagen.
Den första adventskransen i Danmark kom till Sønderjylland vid första världskriget under 1910-talet, en tid då Sønderjylland var tyskt. De som kände sig danska valde då att klä adventskransen med röda och vita band, danska flaggans färger, för att påvisa sin anknytning till Danmark. När området blev danskt övertogs traditionen i Danmark, men det var först vid andra världskriget som den blev vanlig i landet. I Danmark var ljusen vita och ljuständningen en symbol för frihet och hopp. På senare år är det mer fråga om personligt tycke och design än politiska budskap, och därför kan adventskransens utseende variera.
I Sverige är det sedan andra världskrigets slut vanligt att en snarlik krans utan ljus hängs på ytterdörren som advents- och juldekoration. Den dekoreras ofta med utgång från den svenska naturen med exempelvis granris, kottar, lingonris och röda bär. Enligt en äldre sed skulle kransarna vara så stickiga som möjligt för att skrämma bort onda andar och andra ovälkomna gäster. I svenskan kan adventskrans även syfta på saffranskrans, en vetekrans med saffran som förekommer i adventstider.